# Gult blågull
Gult blågull (Polemonium pauciflorum) är en blågullsväxtart. Gult blågull ingår i släktet blågullssläktet, och familjen blågullsväxter.

## Underarter
Arten delas in i följande underarter:
- P. p. hinckleyi
- P. p. melindae
- P. p. pauciflorum

## Bildgalleri

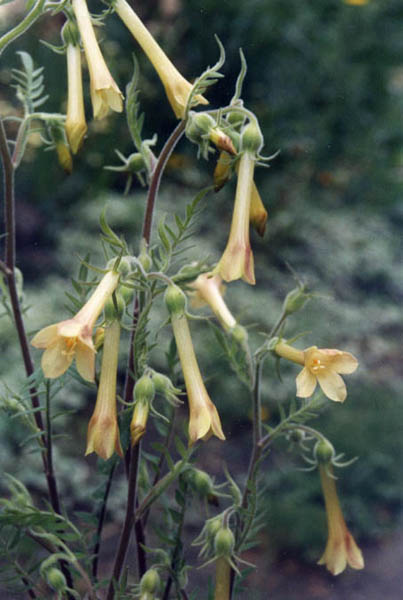